# Damien Thorn
Damien Thorn (Damián Thorn) es el hijo de Satanás y, por lo tanto, el Anticristo. Es el protagonista antagónico de la saga La profecía. A lo largo de las películas, ha sido interpretado por varios actores, empezando por Harvey Stephens (etapa infantil), Jonathan Scott Taylor (etapa juvenil) y Sam Neill (etapa adulta). Su finalidad es el control total del mundo.

## Apariciones
- The Omen (1976)
- Damien: Omen II (1978)
- Omen III: The Final Conflict (1981)
- La Profecía (2006, remake)
- Damien (serie de televisión)
- La primera profecía (2024)

## Historia
En la primera película, pero no en su remake de 2006, Damien Thorn (Damián Thorn) nació el 6 de junio, a las 6 de la mañana, en 1970. Para sorpresa de los religiosos que lo vieron nacer, fue concebido directamente de un chacal hembra, lo que ya de por sí era una muy mala señal para la cristiandad. Aunque nadie dijo nada, entregaron al recién nacido a los brazos de Robert Thorn, Embajador de EE.UU. en Gran Bretaña, quien había sufrido ese mismo día y a la misma hora, la muerte de su primogénito. Aunque él sabe la verdad, se la oculta a su mujer, Katherine, para no hacerla sufrir.
Con el tiempo, Damián crece, y a la edad de 5 años, su naturaleza demoníaca se empieza a manifestar con diferentes sucesos, siendo los más recordados el del suicidio de su primera niñera (Holly), la muerte del sacerdote Brennan (uno de los testigos de su nacimiento) y la locura de los animales en el zoológico. Esto empieza a ocasionar que su madre adoptiva empiece a temer de él. Cuando la verdad sobre su origen sale a la luz (siendo el propio Robert quien va a averiguarla), las fuerzas malignas que rodean al niño se manifiestan, matando a todas las personas restantes alrededor del embajador Thorn, empezando por su esposa, asesinada a manos de la nueva niñera; el fotógrafo que acompañó a Robert a investigar (decapitado por una lámina de vidrio) y finalmente la muerte del propio embajador, luego que este acabara con la niñera maligna y tratara de matarlo a él, frente al altar de Dios.
En la segunda película, al quedar "huérfano", Damián es adoptado por el hermano mayor de Robert. Así pasa a vivir por siete años con su tío Richard, su esposa y el hijo de este, Mark. Richard también es un poderoso hombre de negocios, dueño de las Industrias Thorn y su esposa Anne santifica a su sobrino ante cualquier acción que haga. Es en este período de su vida que el joven anticristo descubre poco a poco sus orígenes y también a las personas a su alrededor que lo protegen, preparándole el camino al poder (su propia tía, un socio de su tío y hasta el sargento director de la academia militar donde estudia). Al matar a la gente que obstaculizaba sus planes (su tía abuela, una periodista, un viejo amigo de su tío y hasta a un médico) Damián, finalmente consciente de su naturaleza, última personalmente a sus tíos, provocando un incendio en el Museo Thorn, pasando luego bajo la protección de Paul Buher, un enviado del Mal, que toma el control de las Industrias Thorn hasta que el muchacho llega a la adultez.
En los eventos de Omen III: The Final Conflict, a sus 33 años, Damián es ya todo un hombre de negocios, dueño del poder político de su padre y del poder empresarial e industrial de su tío. Con el cargo de Nuevo Embajador de EUA en Inglaterra (tras originar el suicidio de su predecesor) Damián, rodeado de seguidores fieles ligados al mal, empieza una especie de "cacería de brujas" contra todo niño nacido el 24 de marzo, con el temor de que cualquiera de ellos fuera Jesucristo renacido, siguiendo la profecía de los 1000 años relatada en el Apocalipsis. Finalmente, en medio de esta obsesión, su romance con una joven periodista (con quien tiene relaciones sexuales y concibe a su hija Delia) va en declive y siete monjes están decididos a darle batalla. Damien finalmente muere a manos de la propia Kate Reynolds (su novia) cuando este usa al hijo joven de ella como escudo ante un ataque. Con el Anticristo muerto, el bien finalmente triunfa.
En Omen IV: The Awakening, se revela que Damien tiene una hija biológica llamada Delia, que originalmente se asumió que era el Anticristo renacido. Según la trama de la película anterior, el Reino de Cristo comenzó mucho antes y el Armagedón no se evitó, sino que solo se retrasó. Sin embargo, los satanistas que son responsables de orquestar el nacimiento de Delia revelan que ella es en realidad la protectora del nuevo Anticristo, su hermano gemelo embrionario (que es muy similar a Second Coming, pero del lado del mal), que estaba dentro de su cuerpo antes de ser transferido a la madre adoptiva de Delia, Karen York. El recién nacido Alexander York sobrevive a la muerte de su madre, después de lo cual él, Delia y su padre Gene asisten al funeral de Karen.
En The First Omen, se revela que Damien fue concebido como resultado de experimentos realizados por un culto dedicado a hacer que el mundo vuelva al cristianismo (específicamente al catolicismo) al crear al anticristo para inspirar el alarmismo religioso. Su primer intento es utilizar un chacal (un supuesto conducto para Satanás) para fecundar a mujeres jóvenes. La mayoría de los nacimientos resultan en mortinatos deformes, a excepción de dos mujeres sanas, una monja novicia llamada Margaret Daino y una niña llamada Carlita. Sin embargo, dado que el anticristo debe ser varón, el culto cree que pueden crear un bebé sano haciendo que el chacal fecundo a una de sus crías supervivientes. Atraen a Margaret a Italia, donde el chacal la droga y luego la viola. Esto da como resultado un embarazo que produce gemelos, un niño y una niña. Margaret y Carlita pueden escapar con la niña y esconderse, mientras que el niño es enviado a reemplazar al hijo recién nacido de Robert Thorn y se le da el nombre de Damien. Aunque no se menciona en la película, el director Arkasha Stevenson reveló en una entrevista que el nombre de la hermana gemela de Damien es Lailah.